# مهدي النفطي
مهدي بن صدوق النفطي (مواليد 28 نوفمبر 1978) هو لاعب كرة قدم تونسي محترف سابق ومدرب كرة قدم حاليًّا.
لعب في مركز المحور الدفاعي ولعب خلال حياته المهنية في أربعة بلدان مختلفة حيث مثل خمس فرق، من بينها تولوز، وراسينغ سانتاندير وبرمنغهام سيتي.
خاض النفطي 44 مباراة مع المنتخب التونسي، ممثلاً بلاده في كأس العالم 2006 وثلاث مسابقات لكأس الأمم الأفريقية.

## مسيرته الدولية
كدولي تونسي منذ عام 2002، مثل بلاده في ثلاث نسخ لكأس الأمم الأفريقية، وساعده في الفوز بنسخة 2004، التي أقيمت على أرضه. ثم شارك في كأس القارات 2005، ولعب ضد أستراليا (فاز 2–0) وألمانيا (خسر 0–3).
اختير النفطي ضمن التشكيلة التي شاركت في كأس العالم 2006 بألمانيا، حيث لعب جميع المباريات الثلاث التي شهدت خروج تونس من مرحلة المجموعات.

## الاعتزال
أعلن مهدي النفطي اعتزاله كرة القدم في 30 أبريل 2014، في سن 36 سنة. وجاء قرار الإعتزال بعد أن قام  بفسخ عقده مع نادي إسبانيول كاديز الإسباني.

## روابط خارجية
- مهدي النفطي على موقع الاتحاد الدولي (مؤرشف)  (الإنجليزية)
- مهدي النفطي على موقع الاتحاد الأوربي (الإنجليزية)
- مهدي النفطي على موقع رابطة كرة القدم الفرنسية للمحترفين (الإنجليزية)
- مهدي النفطي على موقع قاعدة بيانات كرة القدم.إي يو (الإنجليزية)
- مهدي النفطي على موقع ناشيونال فوتبول تيمز (الإنجليزية)
- مهدي النفطي على موقع Soccerbase.com (لاعب) (الإنجليزية)
- مهدي النفطي على موقع Soccerway.com (الإنجليزية)
- مهدي النفطي على موقع عالم كرة القدم.نت (الإنجليزية)
- مهدي النفطي على موقع AS.com (الإسبانية)